# Karang Mulya (Semendawai Timur)
Karang Mulya is een bestuurslaag in het regentschap Ogan Komering Ulu van de provincie Zuid-Sumatra, Indonesië. Karang Mulya telt 1588 inwoners (volkstelling 2010).